# Magazine (Arkansas)
Magazine es una ciudad ubicada en el condado de Logan en el estado estadounidense de Arkansas. En el Censo de 2010 tenía una población de 847 habitantes y una densidad poblacional de 196,65 personas por km².

## Geografía
Magazine se encuentra ubicada en las coordenadas 35°9′13″N 93°48′23″O / 35.15361, -93.80639. Según la Oficina del Censo de los Estados Unidos, Magazine tiene una superficie total de 4.31 km², de la cual 4.29 km² corresponden a tierra firme y (0.42%) 0.02 km² es agua.

## Demografía
Según el censo de 2010, había 847 personas residiendo en Magazine. La densidad de población era de 196,65 hab./km². De los 847 habitantes, Magazine estaba compuesto por el 96.1% blancos, el 0.35% eran afroamericanos, el 1.18% eran amerindios, el 0.12% eran asiáticos, el 0% eran isleños del Pacífico, el 0.71% eran de otras razas y el 1.53% pertenecían a dos o más razas. Del total de la población el 1.77% eran hispanos o latinos de cualquier raza.